# Изумителният Морис и неговите образовани гризачи
Изумителният Морис и неговите образовани гризачи (на английски: The Amazing Maurice and his Educated Rodents) е 28-ият роман от поредицата „Светът на диска“ на Тери Пратчет. Издаден е през 2001 г. и е първият от серията, предназначен за деца. Романът е отличен с медал Карнеги.